# Pisandro (troiano)
Pisandro è il nome di un guerriero troiano nella mitologia classica. Viene talora confuso con un suo concittadino omonimo più famoso, il fratello di Ippoloco, in quanto tutti e due sono presenti nell'Iliade.

## Mito
Questo Pisandro, al pari dell'altro, combatté nella guerra di Troia contro gli Achei invasori: di lui però non è noto alcun familiare. La sua morte è narrata nel libro XIII del poema omerico. Egli balzò contro Menelao scagliandogli quindi una lancia, che andò però a vuoto. Menelao assalì allora Pisandro, che tentò di opporsi con una scure, ma inutilmente. L'Acheo conficcò la propria arma nella testa del suo nemico, cogliendolo tra fronte e naso. La violenza fu tale che i bulbi oculari di Pisandro si staccarono; il troiano morì di lì a poco e venne spogliato delle armi dal suo uccisore, che inoltre oltraggiò il cadavere.
" E contro Menelao glorioso si fece Pisandro;

ma lo guidava la Parca maligna alla soglia di morte,

ché nella pugna fosse fiaccato da te, Menelao.

Quando, l’uno su l’altro scagliandosi, furono presso,

sbagliò l’Atríde il colpo, ché l’asta si torse da un lato.

Pisandro, su lo scudo colpì Menelao glorïoso;

ma non poté fuor fuori passare la lancia; e battendo

sopra l’ampio palvese, si franse il puntale dell’asta.

Pure, quei s’allegrò, sperando di già la vittoria;

ma, fuor tratta la spada trapunta d’argento, l’Atríde

balzò sopra Pisandro. Pisandro, di sotto lo scudo

strinse una scure bella, di rame, in un manico infitta

lungo, di liscio ulivo: l’un l’altro colpirono a un tempo.

Questi colpì la cresta dell’elmo crinito, su alto,

proprio sotto il cimiero: l’Atríde, sul viso il nemico

alla radice del naso colpì: scricchiolarono l'ossa,

gli occhi dinanzi ai piedi gli caddero al suol sanguinando,

e giù piombò reclino. Calcandogli un piede sul petto,

l’armi l’Atride gli tolse " 
(Iliade, canto XIII, traduzione di Vincenzo Monti)